# Idioma tsou
El tsou (cou) es una lengua austronesia hablada por el pueblo tsou de Taiwán. El tsou es una lengua amenazada; sin embargo, este estatus es incierto. Sus hablantes se encuentran en las montañas del centro-oeste al sureste de la zona de Chiayi/Alishan en Taiwán.

## Nombre
El nombre tsou significa literalmente «persona», del protoaustronesio *cau a través de cambios regulares de sonido. Por lo tanto, es cognado con el nombre de los thao.

## Clasificación
Tradicionalmente, el tsou se ha considerado parte de la rama tsóuica del austronesio. Sin embargo, varias clasificaciones recientes, como la de Chang (2006) y la de Ross (2009) cuestionan la rama , ya que el tsou es más divergente que las otras dos lenguas, el kanakanabu y el saaroa.

## Dialectos
El tsou no presenta grandes variaciones dialectales. Hay cuatro dialectos registrados: tapangʉ, tfuya, duhtu e iimcu, de los cuales el tapangʉ y el tfuya aún se hablan. El iimcu no ha sido bien descrito. La gramática de los otros tres dialectos es casi idéntica, y la variación fonológica es marginal: En ciertos ambientes, el sonido /i/ del tapangʉ  corresponde a los sonidos /z/ o /iz/ del tfuya y el duhtu, mientras que duhtu tenía /r/ por el tfuya y /j/ por el tapangʉ. (En realidad, se había registrado que los hablantes más antiguos variaban entre [ɹ] y [j], pero en ese momento el dialecto estaba moribundo).
El tsou se habla en los siguientes pueblos: Todos los pueblos se encuentran en el municipio de Alishan, condado de Chiayi, excepto Mamahavana (Jiumei), que se encuentra en el municipio de Hsinyi/Xinyi, condado de Nantou. Se indican tanto los nombres nativos tsou como los nombres chinos.
Tapangʉ (Tapaŋʉ)
- Tapangʉ 達邦 (Dabang)
- Nia'ucna/Nibiei 里佳 (Lijia)
- Saviki 山美 (Shanmei)
- Sinvi 新美 (Xinmei)

Tfuya (Tfuya)
- Cayamavana 茶山 (Chashan)
- Dadauya 樂野 (Leye)
- Ranguu/Pnguu/Dadangia 來吉 (Laiji)

Duhtu (Luhtu)
- Mamahavana 久美 (Jiumei)

Iimucu – extinto

## Fonología
La descripción de la fonología tsou que figura a continuación procede de Wright & Ladefoged (1994).

### Vocales
El tsou tiene seis vocales, /i ɨ u e o ɑ/. Se producen secuencias vocálicas, incluidas secuencias de vocales similares (/ii/ /uu/ /ee/ etc.), pero se trata de moras separadas más que de vocales largas o diptongos. Las vocales, especialmente las posteriores, se centralizan cuando están flanqueadas por consonantes alveolares sordas (/t, ts, s/). Esto puede implicar un antideslizamiento central, de modo que /o/ se pronuncia como un diptongo [öə̯] o [ɵə̯] en este entorno. El sonido /ɨ/ ~ /ʉ/ se ha escrito <x>, uno de los únicos casos en el mundo de <x> representando una vocal.

### Consonantes
|             |             | Labial | Alveolar | Velar | Glotal |
| ----------- | ----------- | ------ | -------- | ----- | ------ |
| Nasal       | Nasal       | m      | n        | ŋ     |        |
| Oclusiva    | sorda       | p      | t        | k     | ʔ      |
| Oclusiva    | sonora      | ɓ      | ɗ ~ ˀl   |       |        |
| Africada    | Africada    |        | ts ~ tʃ  |       |        |
| Fricativa   | sorda       | f      | s ~ ʃ    | h     | h      |
| Fricativa   | sonora      | v      | z ~ ʒ    |       |        |
| Aproximante | Aproximante | w      | ɹ ~ j    | ɹ ~ j |        |

Las aproximantes /w/ y /j/ pueden aparecer como vocales medias no silábicas [e̯] y [o̯], incluso (para /j/) en posición inicial (/jo~joskɨ/ [e̯oˈe̯oskɨ] «peces»; /w/ no aparece en posición inicial), lo que explica la grafía Tfuea (/tfuja/) para el nombre del dialecto. Sin embargo, la asignación de acento ([ˈtfue̯a]) y las restricciones en las agrupaciones consonánticas (véase acento y fonotáctica más adelante) demuestran que se comportan como consonantes.
Las plosivas no son aspiradas. Las oclusivas fonéticamente aspiradas son en realidad secuencias de oclusiva más /h/, como puede verse por el hecho de que no pueden agruparse con una tercera consonante (véase la fonotáctica más adelante), y por alternancias morfológicas como /phini/ ~ /mhini/ «comerciar».
Según el análisis espectral, /h/ parece ser una fricativa glotal en la mayoría de los entornos, pero se aproxima a una velar [x] junto a la vocal central /ɨ/, como en /tsaphɨ/ 'palma, suela'. Sin embargo, el hecho de que se produzcan las secuencias /hʔ/ y /ʔh/, cuando no se permite ninguna otra secuencia homorgánica, sugiere que /h/ y /ʔ/ podrían no ser ambas glotales. (Una prueba adicional de que /h/ podría analizarse mejor como velar es el hecho de que */kh/ no se encuentra, y que /hk/ sólo se encuentra medialmente, en la única palabra conocida /kuhku/ «zorro»).
Las sibilantes sordas /ts/ y /s/ se palatalizan a [tʃ] y [ʃ] ante las vocales anteriores /i/ y /e/. Sin embargo, la sibilante sonora /z/ no se ve afectada por este entorno.
Las implosivas /ɓ/ y /ɗ/ son poco frecuentes. Ambos pueden glotalizarse ([ʔɓ], [ʔɗ] o tal vez [ʔb], [ʔd]) en posición intervocálica. Además, la alveolar /ɗ/ presenta una alofonía poco habitual: Alrededor de un tercio de los hablantes la pronuncian con una liberación lateral, o antes de /a/ como una aproximante lateral [l], como en /ɗauja/ [lauja] «arce». De hecho, Tsuchida (1976) la transcribió como una lateral preglotalizada, [ˀl].

### Acento
Salvo algunas excepciones, el acento no sólo es previsible, sino que se desplaza cuando se añaden sufijos a una palabra. El acento recae en la penúltima vocal, o en la penúltima mora si se adopta un análisis moráico. Es decir, una sílaba final pesada (doble vocal) recibe acento ([eˈmoo] «casa»); de lo contrario, el acento recae en la penúltima sílaba ([oˈkosi] «su hijo»). El acento adicional cae en un patrón trocaico: Todas las demás sílabas ligeras (de una sola vocal) también se acentúan. Las vocales no acentuadas se suprimen, excepto en los límites de palabra (vocal inicial o final) y a menos que al hacerlo se cree un grupo consonántico prohibido (véase más adelante).
Por ejemplo, el verbo ⫽seʔe-nətəh-a⫽ «cortar con un bolo» se acentúa en las sílabas ⫽tə⫽ y ⫽ʔe⫽, y se realiza como [sʔenˈtəha]. Sin embargo, esto no explica todas las agrupaciones consonánticas, muchas de las cuales están determinadas léxicamente.

### Fonotáctica
La sílaba más compleja de tsou es CCVV. Tsou es inusual en el número de grupos de consonantes que permite. Las agrupaciones homorgánicas no están permitidas, a menos que una de ellas sea una consonante nasal, y un máximo de dos consonantes pueden aparecer juntas, pero por lo demás se conocen aproximadamente la mitad de las secuencias posibles. Por ejemplo, se encuentran todas las secuencias no orgánicas que empiezan por /t/ y /ts/. Las agrupaciones que faltan pueden no estar permitidas o ser simplemente lagunas accidentales debidas a un conocimiento limitado del léxico.
| Inicial o media                               | Sólo media                    |
| --------------------------------------------- | ----------------------------- |
| /pt, pts, ps, pn, pk, pŋ, pʔ, ph/             | /pz/                          |
| /ft, fts, fk, fŋ, fʔ/                         | /fn/                          |
| /vts, vh/                                     | /vn, vʔ/                      |
| /ɓn/                                          | /ɓk/                          |
| /mp, mf, mts, ms, mz, mn, mʔ, mh/             | /mɓ, mt/                      |
| /tp, tf, tv, tm, tn, tk, tŋ, tʔ, th/          | /tɓ/                          |
| /tsp, tsf, tsv, tsm, tsn, tsk, tsŋ, tsʔ, tsh/ | /tsɓ/                         |
| /sp, sv, sɓ, sm, sn, sk, sŋ, sʔ/              | —                             |
| —                                             | /zʔ/                          |
| /nm, nt, ns/                                  | /np, nv, nts, nz, nk, nʔ, nh/ |
| /ks, kn/                                      | /kts, kʔ/                     |
| /ŋv, ŋh/                                      | /ŋm, ŋt, ŋts, ŋs, ŋz, ŋk/     |
| /ʔp, ʔv, ʔm, ʔt, ʔts, ʔs/                     | /ʔf, ʔɗ, ʔn, ʔk, ʔh/          |
| /hp, hv, hm, ht, hts, hn, hŋ, hʔ/             | /hs, hz, hk, hŋ/              |

En las agrupaciones de oclusivas orales, ambas tienen una liberación audible. Esto es cierto incluso entre vocales, un entorno en el que la primera oclusión no tiene liberación audible en la mayoría de las lenguas, lo que apoya un análisis de estas agrupaciones como parte del inicio de la sílaba, sin que se produzcan codas silábicas en la lengua.
Las oclusiones, orales o nasales, pueden tener o no un estallido de liberación antes de una oclusión nasal, dependiendo del hablante. Las agrupaciones iniciales /hp, ht, hʔ/ son inusuales entre las lenguas. El espectro muestra que la lengua se desplaza hacia una articulación alveolar durante la /h/ de /ht/, lo que demuestra que no se articula como velar. Las agrupaciones iniciales /pʔ/ y /tʔ/ se realizan a veces como dos oclusivas liberadas, pero a veces con una sola liberación, asemejándose a las consonantes eyectivas de otras lenguas. (/kʔ/ está de nuevo notablemente ausente, excepto intervocálicamente, a pesar de que [kʼ] es la eyectiva más común translingüísticamente).

## Gramática

### Sintaxis
Como la mayoría de las lenguas austronesias, el tsou presenta una sintaxis de predicado inicial.
El tsou presenta tres tipos principales de preguntas.
1. Preguntas sí-no
2. Preguntas alternativas
3. Preguntas de información

El tsou tiene los siguientes tipos de cláusulas:
1. Verbal
  1. Declarativas
  2. Imperativa
  3. Interrogativa (verbal)
2. Ecuacional
3. Existencial (no se permiten verbos auxiliares)

Las palabras funcionales importantes son:
- zou – «ser»
- 'a – «es en caso de que»
- o'ta – (es) no (en caso de que)»
- pan – «hay» / existencial
- uk'a – existencial negativo (normalmente seguido de ci)
- o'a – negación de un hecho o acontecimiento
- ci – relativizador
- 'o – prohibición (construcciones AV)
- av'a – prohibición (construcciones UV)

Los marcadores de caso son los siguientes, con las formas nominativas colocadas antes de las barras y las formas oblicuas colocadas después de ellas (Zeitoun 2005:274). La forma nominativa se da cuando no hay barras.
- 'e – visible y cerca del hablante
- si / ta – visible y cerca del oyente
- ta – visible pero lejos del hablante
- 'o / to – invisible y lejano, o recién introducido en el discurso
- na / no ~ ne – no identificable y no referencial (a menudo cuando se explora una clase de elementos)

### Clases de palabras
Los sustantivos tsou se distinguen de los verbos por la presencia de marcadores de caso y pronombres genitivos sufijados, que no pueden aplicarse a los verbos[9]. Los adjetivos y algunos adverbios funcionan en realidad como verbos, ya que también sufren flexión de voz y se colocan en las mismas posiciones que los verbos dentro de las cláusulas (es decir, predicado-inicial).
El tsou es único por no tener ningún elemento de tipo preposición, sino que utiliza sustantivos o verbos para expresar estas nociones.

### Verbos
Los verbos principales pueden adoptar cuatro tipos de voces, la voz actora y tres voces sufijadoras, que se marcan mediante sufijos.
1. Voz actora: m-, b-, <m> o ø
2. Voz paciente: -a
3. Voz locativa: -i
4. Voz instrumental/benefativa: -(n)eni

Los verbos tsou pueden dividirse en cinco grandes clases (I, II, III-1, III-2, IV, V-1, V-2) en función de las alternancias morfológicas. Los verbos tsou no tienen tantas distinciones morfológicas como otras lenguas formosanas, ya que la lengua tsou hace un uso más extenso de los verbos auxiliares. Por ejemplo, no hay distinciones temporales/aspectuales, marcas separadas para imperativos y distinciones estáticas/dinámicas. No obstante, el tsou conserva el causativo poa- (alomorfos: p-, pa-).
Los verbos auxiliares tsou pueden llevar información temporal/aspectual y modal, así como voz. Están marcados para las siguientes voces
1. Voz de actor (VA)
2. Voz de subyacente (VS), a veces denominada voz de no actor (VNA).

Estos verbos auxiliares pueden dividirse en tres clases:
1. Construcciones VA – mio, mo, mi-, moso, mo(h)-
2. Construcciones VS – i-, o(h)-
3. Construcciones VA/VS – te, ta, tena, nte, ntoso, nto(h)-, la

Tsou tiene los siguientes sufijos aspectuales:
1. -cu/-c'u – ya
2. -n'a – todavía, sólo, a punto de
3. -la – una vez

### Pronombres
Los pronombres personales que figuran a continuación proceden del dialecto tfuya del tsou y se han tomado de Zeitoun (2005:265). Nótese que los pronombres en tercera persona se distinguen entre visibles y no visibles.
|            |            |           | Libre | Encerrado | Encerrado |
| neutral    | nominativo | genitivo  |       |           |           |
| ---------- | ---------- | --------- | ----- | --------- | --------- |
| 1ª persona | singular   | singular  | a'o   | -'o/-'u   | -'o/-'u   |
| 1ª persona | plural     | exclusivo | a'ami | -mza      | -mza      |
| 1ª persona | plural     | inclusivo | a'ati | -to       | -to       |
| 2ª persona | singular   | singular  | suu   | -su/-ko   | -su/-ko   |
| 2ª persona | plural     | plural    | muu   | -mu       | -mu       |
| 3ª persona | visible    | singular  | taini | -ta       | -taini    |
| 3ª persona | visible    | plural    | hin'i | -hin'i    | -hin'i    |
| 3ª persona | no visible | singular  | ic'o  | –         | -si       |
| 3ª persona | no visible | plural    | hee   | –         | -he       |

### Numerales
Los numerales de tfuya tsou son:
1. coni ; 10. m-as-kʉ
2. yuso ; 20. m-pus-ku
3. tuyu ; 30. m-tuyu-hu
4. sʉptʉ ; 40. m-sʉptʉ-hʉ
5. eimo ; 50. m-eimo-hʉ
6. nomʉ ; 60. m-onmʉ-hʉ
7. pitu ; 70. m-pʉtvʉ-hʉ
8. voyu ; 80. m-voyvʉ-hʉ
9. sio ; 90. m-sio-hʉ

Las decenas se derivan con el circunfijo (confijo) m- -hʉ. También existe un fenómeno de armonía vocálica u/ʉ.